# HIV e gravidez
HIV na gravidez é a presença de uma infecção por HIV/AIDS em uma mulher durante a gravidez. Existe risco de transmissão do HIV da mãe para o filho em três situações principais: gravidez, parto e durante a amamentação. Esse tema é relevante porque o risco de transmissão viral pode ser significativamente reduzido com intervenção médica adequada, e sem tratamento o HIV/AIDS pode causar doenças graves e morte tanto na mãe quanto na criança. Isso é exemplificado por dados dos Centros de Controle e Prevenção de Doenças (CDC): nos Estados Unidos e em Porto Rico, entre os anos de 2014–2017, onde o pré-natal é geralmente acessível, houve 10.257 bebês expostos ao HIV materno in utero que não se infectaram e 244 bebês expostos que se infectaram.
O peso da pandemia de HIV/AIDS, incluindo a transmissão materno-infantil do HIV, afeta de forma desproporcional os países de baixa e média renda, em particular os países do sul da África. A Organização Mundial da Saúde (OMS) estima que 1,3 milhão de mulheres e meninas vivendo com HIV engravidam a cada ano.
Os riscos tanto da infecção neonatal pelo HIV quanto da doença materna são reduzidos pelo rastreamento pré-natal adequado, pelo tratamento da infecção pelo HIV com Terapia antirretroviral (TARV), e pela adesão às recomendações após o nascimento. Notavelmente, sem medicamentos antirretrovirais, intervenções obstétricas e recomendações sobre amamentação, existe aproximadamente 30% de risco de transmissão materno-infantil do HIV. Esse risco é reduzido para menos de 1% quando as intervenções mencionadas são empregadas. O Colégio Americano de Obstetras e Ginecologistas (ACOG) recomenda, portanto, o teste de HIV como parte rotineira tanto do cuidado pré-concepção quanto do pré-natal no primeiro trimestre, para garantir intervenções rápidas e adequadas.
A infecção por HIV não é uma contraindicação à gravidez. Mulheres com HIV podem optar por engravidar se assim desejarem, porém são encorajadas a conversar com seus médicos previamente. Notavelmente, 20 a 34% das mulheres nos Estados Unidos vivendo com HIV desconhecem seu diagnóstico até ficarem grávidas e realizarem o rastreamento pré-natal.

## Mecanismo de transmissão
O HIV pode ser transmitido de uma mãe infectada para o recém-nascido em três circunstâncias: através da placenta durante a gravidez (in utero), no parto devido ao contato fetal com secreções genitais e sangue maternos infectados, ou no período pós-natal por meio do leite materno. Esse tipo de transmissão viral também é conhecido como transmissão vertical. Acredita-se que a transmissão materno-infantil do HIV ocorra mais comumente no momento do parto, quando o bebê entra em contato direto com o sangue ou secreções/vaginais infectadas da mãe no canal de parto. O tratamento materno com TARV antes do parto diminui a carga viral, ou seja, a quantidade de vírus presente no sangue e em outros fluidos corporais da mãe, o que reduz significativamente a chance de transmissão viral para o feto durante o trabalho de parto.

## Sinais ou sintomas

### Maternos
As infecções por HIV em adultos geralmente seguem um curso em 3 estágios, conforme descrito abaixo:

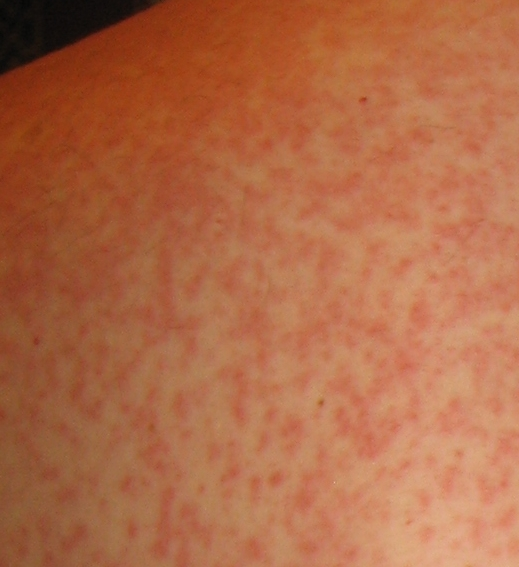
Exantema maculopapular, nota: esta imagem mostra um exantema inespecífico que não está necessariamente associado a uma infecção aguda por HIV

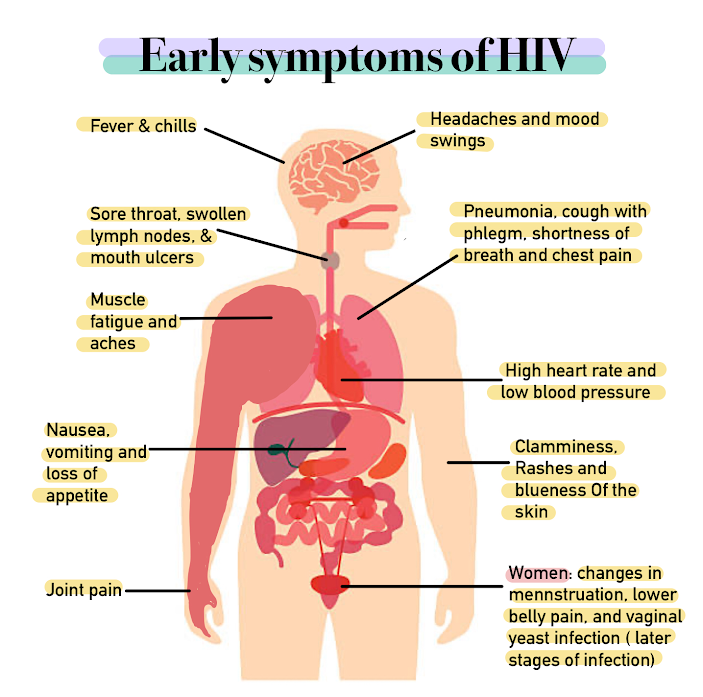
Diagrama dos sintomas iniciais do HIV.

Estágio inicial, agudoO estágio inicial de uma infecção por HIV envolve rápida replicação e disseminação viral. Esse estágio geralmente dura de 2 a 4 semanas após a infecção e resolve-se espontaneamente. Entre 50 e 90% dos adultos apresentam sintomas durante essa fase. Nesse período, as mulheres podem apresentar febre, dor de garganta, letargia, linfonodos inchados, diarreia e exantema. O exantema é descrito como maculopapular, ou seja, composto por lesões planas e elevadas, aparecendo no tronco, braços e pernas, mas não nas palmas das mãos ou solas dos pés.
Estágio intermediário, crônico/latenteO estágio intermediário de uma infecção por HIV pode durar de 7 a 10 anos em uma paciente que não esteja em tratamento com TARV. Durante esse período, o vírus em si não está latente ou inativo, mas permanece nos linfonodos, replicando-se em níveis baixos. As mulheres geralmente são assintomáticas nessa fase, mas algumas podem apresentar febres persistentes, fadiga, perda de peso e linfonodos inchados, o que é conhecido como complexo relacionado à AIDS (ARC).
Estágio tardio, avançado/imunodeficienteA AIDS é causada pela destruição progressiva das células T CD4 do sistema imunológico pelo HIV. A AIDS é definida por uma contagem de células CD4 inferior a 200 células por microlitro (indicativa de imunodeficiência grave), ou pelo desenvolvimento de uma condição específica da AIDS. Por estarem imunocomprometidas, mulheres nesse estágio correm risco de infecções oportunistas graves que a população em geral não contrai ou apresenta de forma branda. Essas infecções causam doenças graves e morte em pacientes com HIV/AIDS. Pessoas com infecção por HIV em estágio avançado também apresentam maior risco de desenvolver sintomas neurológicos (como demência e neuropatia), e certos cânceres (como linfoma de células B não Hodgkin, sarcoma de Kaposi, e cânceres associados ao HPV, incluindo anal, cervical, oral, faríngeo, peniano e vulvar).

### Lactente

Candidíase oral (sapinho) em uma criança.

A apresentação clínica do HIV em lactentes não tratados é menos previsível e específica do que em adultos. Notavelmente, se o diagnóstico de HIV é feito e tratado adequadamente, sintomas e complicações no lactente são raros. Sem terapia antirretroviral (TAR), lactentes nascidos com HIV apresentam mau prognóstico. Caso os sintomas se desenvolvam, os mais comuns incluem febres persistentes, inchaço generalizado dos gânglios linfáticos, baço e/ou fígado aumentados, falha no crescimento e diarreia. Essas crianças também podem desenvolver infecções oportunistas, incluindo recorrência de sapinho oral (candidíase) e/ou assaduras por Candida, pneumonia, ou infecções bacterianas, virais, parasitárias ou fúngicas invasivas. Sintomas neurológicos, particularmente encefalopatia pelo HIV, são comuns em lactentes com HIV não tratado.

## Diagnóstico/triagem

### Planejamento da gravidez
Os principais fatores a considerar no planejamento da gravidez para pessoas vivendo com HIV são o risco de transmissão da doença entre os próprios parceiros sexuais e o risco de transmissão da doença para o feto. Ambos os riscos podem ser mitigados com planejamento perinatal apropriado e cuidados preventivos.
O ACOG e o National Institutes of Health (NIH) recomendam que todos os casais em que um ou ambos os parceiros sejam soropositivos busquem aconselhamento pré-concepção e consultem especialistas em obstetrícia e ginecologia, doenças infecciosas e, possivelmente, endocrinologia reprodutiva e infertilidade, para garantir que recebam orientação individualizada adequada com base em suas condições específicas, ponderando os riscos para o feto associados ao uso dos medicamentos da TAR.
Casais em que apenas um parceiro é HIV positivo têm risco de transmitir o vírus ao parceiro não infectado. Esses casais são conhecidos como casais sorodiscordantes. O CDC relata que pessoas HIV positivas que conseguem manter cargas virais indetectáveis enquanto fazem TAR apresentam risco desprezível de transmitir o HIV ao parceiro por via sexual, com base em dados observacionais de vários estudos em larga escala, mais notavelmente o ensaio clínico HPTN052, o estudo PARTNER, o PARTNER2 e o estudo Opposites Attract. O NIH, portanto, aconselha que pessoas HIV positivas que mantenham carga viral indetectável por adesão à TAR a longo prazo podem tentar a concepção por meio de relação sexual sem preservativo com risco mínimo de transmissão ao parceiro soronegativo. O NIH recomenda ainda que alinhar a relação sexual sem preservativo com o pico de fertilidade, que ocorre na ovulação, por meio de testes de ovulação e consulta com especialistas, pode maximizar as chances de concepção.

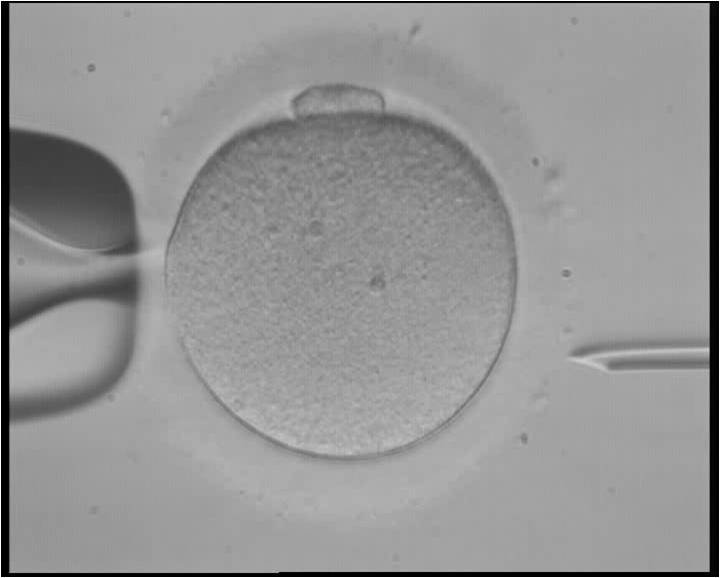
Fertilização in vitro.

Quando o parceiro soropositivo em uma relação sorodiscordante não alcançou supressão viral ou seu estado viral é desconhecido, existem outras opções para prevenir a transmissão entre os parceiros. A primeira opção inclui a administração de profilaxia pré-exposição (PrEP) ao parceiro soronegativo, que envolve o uso diário de uma combinação de medicamentos para prevenir a transmissão do HIV após relações sexuais sem preservativo. O NIH aconselha a administração da PrEP a casais sorodiscordantes que tentarem concepção via relação sexual sem preservativo; no entanto, enfatiza que a adesão é absolutamente necessária para proteger eficazmente o parceiro soronegativo. Outra opção para alcançar a concepção e, ao mesmo tempo, prevenir a transmissão do HIV entre parceiros é a assistência reprodutiva. Quando a mulher que deseja engravidar é soropositiva, ela pode realizar inseminação assistida com o sêmen de seu parceiro para reduzir o risco de transmissão. Quando o homem é HIV positivo, o casal pode optar por usar sêmen de doador ou utilizar técnicas de preparação do esperma (por exemplo, lavagem de esperma e posterior testagem viral da amostra) e inseminação intrauterina ou fertilização in vitro para alcançar a concepção e reduzir o risco de transmissão à parceira.
Em casais em que ambos são HIV positivos, a concepção pode ocorrer normalmente sem preocupação de transmissão da doença entre si. No entanto, é fundamental que qualquer mãe soropositiva inicie e mantenha a TAR adequada sob orientação de um especialista em HIV antes e durante toda a gestação, para reduzir o risco de transmissão perinatal ao feto.
Embora técnicas de reprodução assistida estejam disponíveis para casais sorodiscordantes, ainda existem limitações para alcançar uma gravidez bem-sucedida. Mulheres vivendo com HIV demonstraram ter fertilidade reduzida, o que pode afetar as opções reprodutivas disponíveis. Mulheres com HIV também têm maior probabilidade de serem infectadas por outras doenças sexualmente transmissíveis, aumentando o risco de infertilidade. Homens com HIV parecem apresentar volume seminal reduzido e menor motilidade dos espermatozoides, o que diminui sua fertilidade. A TAR também pode afetar tanto a fertilidade masculina quanto a feminina, e alguns medicamentos podem ser tóxicos para embriões.

### Testagem na gravidez

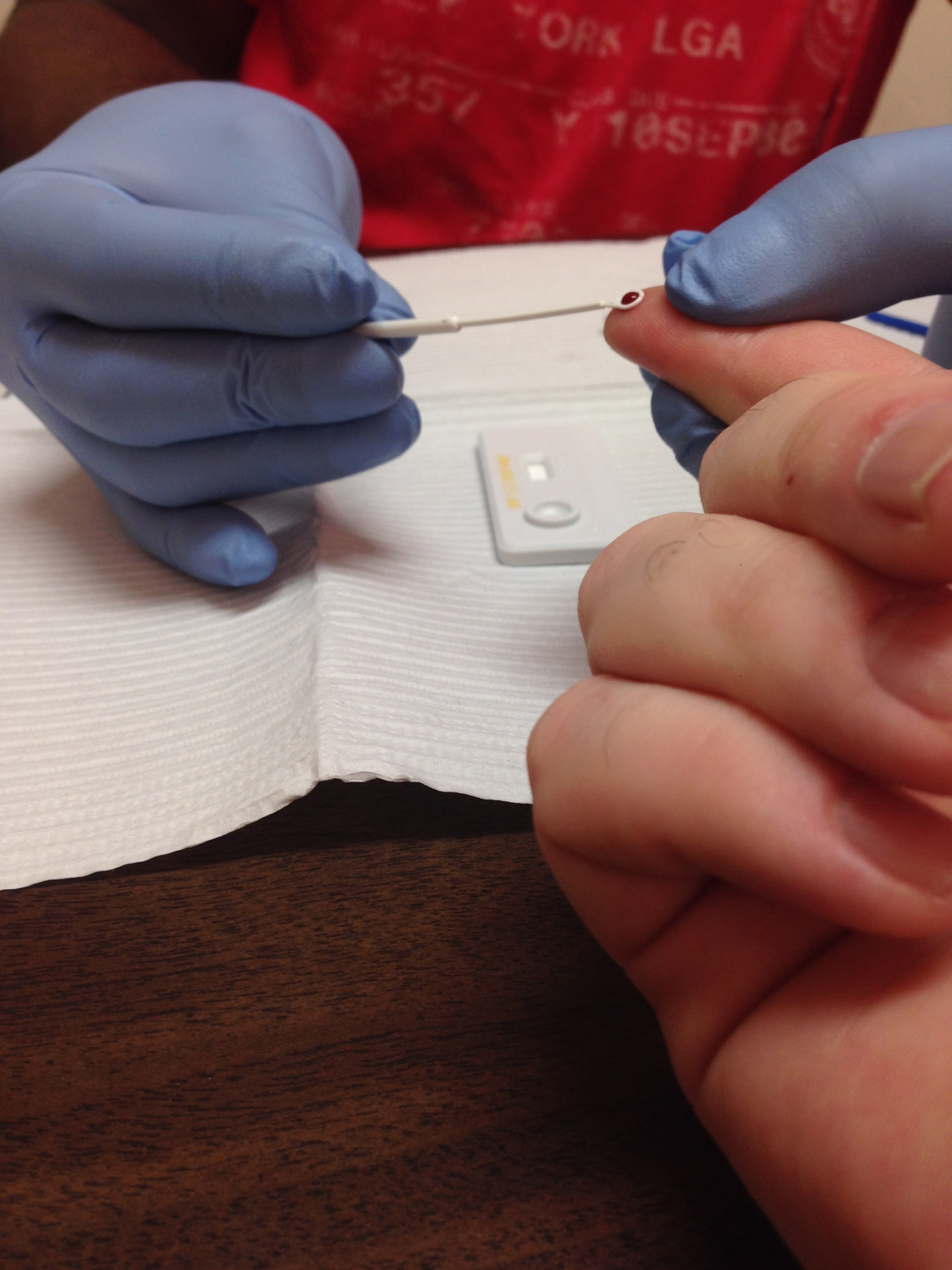
Teste rápido de HIV sendo administrado a uma paciente.

A identificação precoce da infecção materna pelo HIV e o início da TAR durante a gravidez são fundamentais para prevenir a transmissão viral ao feto e proteger a saúde materna, pois mulheres infectadas que não recebem testagem têm maior probabilidade de transmitir a infecção a seus filhos. O CDC, o NIH, o ACOG e a Academia Americana de Pediatria recomendam a testagem de HIV no primeiro trimestre para todas as gestantes como parte do pré-natal de rotina. O NIH detalha essa recomendação, indicando que a testagem deve ser realizada o mais cedo possível em qualquer local onde a mulher busque atendimento e identifique a gravidez (por exemplo, no pronto-socorro). A testagem no primeiro trimestre é realizada juntamente com outros exames de rotina do início da gravidez nos Estados Unidos, incluindo: hemograma completo, tipagem sanguínea e fator Rh, exame de urina, urocultura, sorologia para rubéola, sorologias para hepatite B e C, exames para doenças sexualmente transmissíveis e teste de tuberculose. O ACOG aconselha que profissionais de saúde repitam a testagem de HIV no terceiro trimestre, antes das 36 semanas de gestação, nos seguintes casos: mulheres que permanecem em alto risco de contrair HIV, que residem em áreas com alta incidência de HIV na gravidez, que estão encarceradas ou que apresentam sintomas sugestivos de infecção aguda. Para mulheres que não receberam pré-natal ou não foram previamente testadas durante a gestação, o ACOG e o NIH sugerem a realização do teste rápido na unidade de parto antes do nascimento ou imediatamente após.
A testagem de HIV nos Estados Unidos é atualmente oferecida em modelo de opt-out, conforme recomendação do CDC. O modelo opt-out envolve educar a paciente sobre o impacto da infecção pelo HIV na gravidez, notificá-la de que a triagem é recomendada para todas as gestantes e informá-la de que receberá automaticamente o teste junto com os outros exames de rotina, a menos que recuse explicitamente e assine termo de consentimento para retirá-lo do painel de exames. O modelo alternativo, conhecido como opt-in, envolve aconselhar a mulher sobre a testagem e, em seguida, ela decide realizar o exame assinando o termo de consentimento. O modelo opt-in não é recomendado pelo CDC, pois está associado a menores taxas de testagem.
Se uma mulher optar por recusar a testagem, ela não será testada. No entanto, continuará recebendo aconselhamento sobre HIV durante toda a gestação para que esteja o mais informada possível sobre a doença e seus potenciais impactos. Ela será convidada a realizar o teste em qualquer fase da gravidez, caso mude de ideia.
Os protocolos mais atualizados de testagem recomendam o uso do imunoensaio combinado de antígeno/anticorpo HIV-1 e HIV-2 como teste inicial de triagem. Esse exame de sangue avalia se a mãe produziu anticorpos, que são proteínas do sistema imunológico contra os vírus HIV-1 e HIV-2. Esses anticorpos só estarão presentes se a paciente tiver sido exposta ao HIV, funcionando como marcadores de infecção. O teste também detecta uma proteína chamada p24 no sangue materno, que é um componente específico do vírus HIV e atua como marcador precoce da infecção. Se esse teste for positivo, o CDC recomenda a realização de um teste de confirmação, o imunoensaio de diferenciação de anticorpos HIV-1/HIV-2, que confirma o diagnóstico e determina o tipo específico de infecção para orientar o tratamento adequado.
Às vezes, no entanto, uma pessoa pode estar infectada com HIV, mas o corpo ainda não produziu anticorpos suficientes para serem detectados pelo exame. Se uma gestante tiver fatores de risco para HIV ou sintomas de infecção aguda, mas testar negativo no exame inicial, ela deve repetir o teste em 3 meses para confirmar a ausência da infecção ou realizar um exame de RNA do HIV, que pode detectar o vírus mais precocemente que o imunoensaio de antígeno/anticorpo. Os medicamentos antirretrovirais devem ser iniciados no momento do diagnóstico do HIV materno e continuados indefinidamente.

## Tratamento/gestão

### Cuidados pré-natais

#### Prevenção da transmissão de mãe para filho
O risco de transmissão do HIV da mãe para o filho está diretamente relacionado à carga viral plasmática da mãe. Mães não tratadas com alta carga viral (RNA do HIV superior a 100.000 cópias/mL) têm um risco de transmissão superior a 50%. Para mulheres com carga viral mais baixa (RNA do HIV inferior a 1000 cópias/mL), o risco de transmissão é inferior a 1%. Em geral, quanto menor a carga viral, menor o risco de transmissão. Por esse motivo, a terapia antirretroviral (TARV) é recomendada durante toda a gravidez para que os níveis de carga viral permaneçam os mais baixos possíveis e o risco de transmissão seja reduzido. O uso de medicamentos antirretrovirais que atravessam eficazmente a placenta também pode atuar como profilaxia pré-exposição para o bebê, pois podem alcançar níveis adequados de medicamentos no feto para prevenir a aquisição da infecção viral. Por fim, recomenda-se que os medicamentos antirretrovirais sejam administrados ao recém-nascido após o nascimento para continuar a oferecer proteção contra o vírus ao qual ele pode ter sido exposto durante o trabalho de parto e o parto.

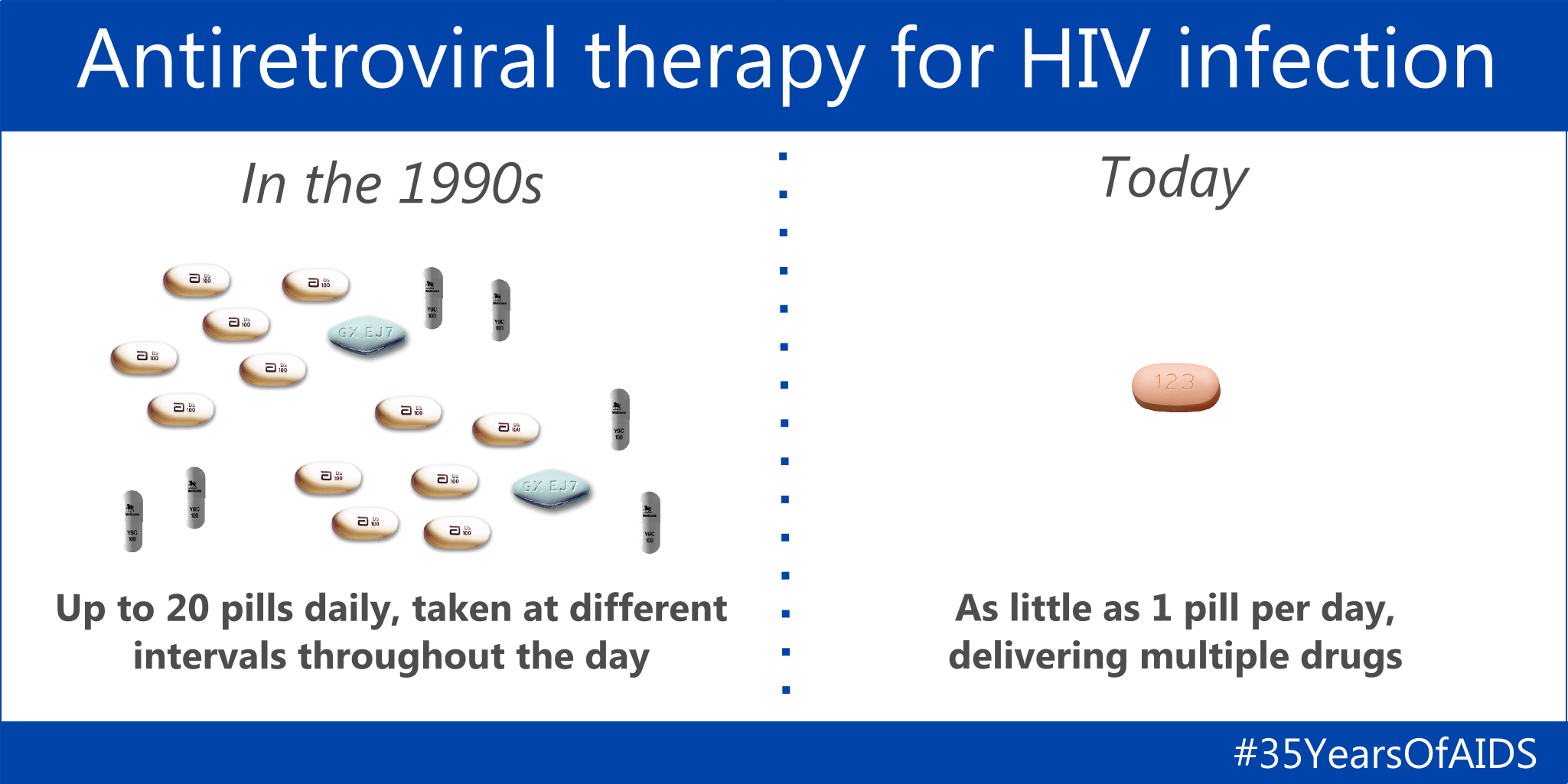
Terapia antirretroviral moderna

Todas as gestantes que testarem positivo para o HIV devem iniciar e continuar a TARV independentemente da contagem de CD4 ou da carga viral, a fim de reduzir o risco de transmissão viral. Quanto mais cedo a TARV for iniciada, maior a probabilidade de a carga viral estar suprimida no momento do parto. Algumas mulheres se preocupam em usar TARV no início da gravidez, pois os bebês são mais suscetíveis a toxicidades medicamentosas durante o primeiro trimestre. Entretanto, adiar o início da TARV pode ser menos eficaz na redução da transmissão da infecção.
A terapia antirretroviral é especialmente utilizada nos seguintes momentos da gravidez para reduzir o risco de transmissão vertical do HIV:
- Durante a gravidez: gestantes infectadas pelo HIV recebem um regime oral de pelo menos três medicamentos diferentes contra o HIV.[31]
- Durante o trabalho de parto e o parto: gestantes infectadas pelo HIV que já estão em TARV tripla devem continuar com seu regime oral. Se sua carga viral for alta (RNA do HIV superior a 1.000 cópias/mL), ou houver dúvida quanto à adesão ao tratamento, então a terapia intravenosa com zidovudina (AZT) deve ser adicionada no momento do parto.[32] Gestantes que não tenham feito uso de TARV antes do parto ou que a tenham usado por menos de quatro semanas também devem receber AZT intravenoso ou uma dose única de nevirapina (sdNVP), tenofovir (TDF) e emtricitabina (FTC), além de doses de AZT a cada três horas.[33]

Segundo recomendações atuais da Organização Mundial da Saúde (OMS), do CDC e do Departamento de Saúde e Serviços Humanos dos Estados Unidos (DHHS), todas as pessoas com HIV devem iniciar a TARV assim que forem diagnosticadas. A recomendação é ainda mais forte nas seguintes situações:
- Contagem de linfócitos T CD4 abaixo de 350 células/mm3
- Alta carga viral (RNA do HIV superior a 100.000 cópias/mL)
- Progressão do HIV para AIDS
- Desenvolvimento de infecções e doenças relacionadas ao HIV
- Gravidez

#### Trabalho de parto e parto
As mulheres devem continuar tomando sua TARV conforme prescrito durante todo o período pré-natal e o parto. A carga viral ajuda a determinar qual modo de parto é mais seguro para a mãe e o bebê.
De acordo com o NIH, quando a mãe está em TARV e sua carga viral é baixa (RNA do HIV inferior a 1000 cópias/mL) no momento do parto, o risco de transmissão viral é muito baixo e o parto vaginal pode ser realizado. A cesariana ou a indução do parto só devem ser realizadas nesse grupo de pacientes se forem clinicamente necessárias por motivos não relacionados ao HIV.
Se a carga viral materna for alta (RNA do HIV superior a 1000 cópias/mL) ou se a carga viral for desconhecida por volta da 34ª semana de gestação, é apropriado agendar uma cesariana na 38ª semana para reduzir o risco de transmissão do HIV durante o parto. Nessas situações, essa é a conduta indicada independentemente de a mãe ter feito ou não TARV pré-natal.
Às vezes, mulheres com alta carga viral que deveriam fazer cesariana chegam ao hospital quando a bolsa estourou ou já estão em trabalho de parto. A conduta nesses casos é individualizada e determinada no momento, pois a cesariana pode não reduzir significativamente o risco de transmissão da infecção. O NIH recomenda que os profissionais de saúde nos Estados Unidos entrem em contato com o National Perinatal HIV/AIDS Clinical Consultation Center pelo número 1-888-448-8765 para orientações adicionais nessas situações.
Todas as mulheres que chegam ao hospital em trabalho de parto e cujo status de HIV é desconhecido, ou que estão em alto risco de infecção pelo HIV mas não receberam teste repetido no terceiro trimestre, devem ser testadas para HIV com um teste rápido de antígeno/anticorpo. Se o teste rápido for positivo, deve-se iniciar imediatamente zidovudina intravenosa na mãe e realizar testes confirmatórios adicionais.
A zidovudina intravenosa deve ser administrada às mulheres no momento do parto ou próximo a ele nas seguintes situações:
- Alta carga viral (RNA do HIV superior a 1000 cópias/mL)
- Carga viral desconhecida
- Suspeita clínica de não adesão materna à TARV pré-natal
- Teste rápido positivo de antígeno/anticorpo para HIV no parto ou antes de cesariana programada

A administração de zidovudina intravenosa pode ser considerada caso a caso para mulheres com carga viral moderada (RNA do HIV ≥ 50 cópias/mL e < 1000 cópias/mL) próximo ao parto. A zidovudina intravenosa só não é administrada se as mulheres forem tanto aderentes ao regime prescrito durante a gravidez quanto tiverem mantido carga viral baixa próximo ao parto (RNA do HIV inferior a 50 cópias/mL entre 34 e 36 semanas de gestação).
Outras considerações para o manejo de mulheres soropositivas durante o parto incluem as seguintes recomendações para reduzir o risco de transmissão do HIV:
- Evitar o uso de eletrodos no couro cabeludo do feto para monitoramento, principalmente se a carga viral materna for superior a 50 cópias/mL.
- Evitar a ruptura artificial das membranas e o parto vaginal instrumental (com uso de fórceps ou ventosa) sempre que possível, especialmente em mulheres que não atingiram supressão viral. Se esses métodos forem necessários, devem ser realizados com cuidado e seguindo os padrões obstétricos.
- Considerar as possíveis interações entre os medicamentos da TARV utilizados pela mãe e os administrados durante o parto antes da administração.

#### Imunizações
Todas as gestantes devem receber a vacina contra a gripe inativada e a vacina Tdap, que cobre tétano, difteria e coqueluche durante o primeiro trimestre, independentemente do status de HIV. Se uma gestante testar positivo para HIV, ela também deve receber a vacina pneumocócica, a vacina meningocócica e as vacinas contra hepatite A e hepatite B, conforme orientação do seu médico. A vacinação é importante para prevenir complicações infecciosas graves associadas às doenças mencionadas, às quais pessoas com HIV têm maior risco de contrair.
Gestantes não devem receber vacinas vivas, incluindo a vacina contra HPV, a vacina MMR, a vacina contra a gripe em forma viva atenuada e a vacina contra a varicela, independentemente do status de HIV, pois essas vacinas podem prejudicar o feto.

#### Avaliação adicional
Os seguintes exames de monitoramento são recomendados para mulheres diagnosticadas com HIV antes ou durante a gravidez:
- Carga Viral do HIV (via níveis de RNA do HIV) na primeira consulta pré-natal, 2–4 semanas após o início ou troca da TARV, mensalmente até a carga viral ficar indetectável, pelo menos a cada 3 meses durante a gravidez, e entre 34 e 36 semanas para informar decisões sobre o parto.
- Contagem de CD4 na primeira consulta pré-natal. Esse exame deve ser repetido a cada 3 meses para gestantes que usam TARV há menos de 2 anos, que tenham adesão inconsistente, contagem de CD4 inferior a 300 células por milímetro cúbico, ou alta carga viral. Caso contrário, a contagem de CD4 não precisa ser monitorada após a consulta inicial.
- Teste de Resistência a medicamentos contra o HIV deve ser realizado antes de iniciar a TARV em qualquer gestante, incluindo aquelas que já usaram ou não antirretrovirais, e quando se modifica um esquema falho. A TARV deve ser iniciada antes de receber os resultados do teste de resistência.[39]
- Exame padrão de glicose para monitorar diabetes gestacional.
- Testes de função hepática dentro de 2–4 semanas após iniciar ou trocar os antirretrovirais e, posteriormente, a cada 3 meses.[27]
- Monitoramento de toxicidades da TARV com base nos medicamentos prescritos.
- Rastreamento de aneuploidia deve ser inicialmente oferecido por métodos não invasivos. Se os exames ou ultrassonografia forem anormais, testes invasivos como amniocentese ou biópsia de vilo corial podem ser realizados após o início da TARV e quando a carga viral estiver indetectável.
- Triagem para Hepatite A, B e C deve ser realizada em todas as gestantes com HIV, pois a coinfecção é comum.[40][27]
- Rastreamento adicional de infecções sexualmente transmissíveis (ISTs) deve ser realizado, já que mulheres com HIV apresentam maior risco de coinfecção. A exposição a outras ISTs está associada a natimorto, parto prematuro, baixo peso ao nascer e outras complicações. O rastreamento deve incluir sífilis, gonorreia, clamídia e tricomoníase.[27]
- Teste de tuberculose deve ser realizado, pois pacientes com HIV têm alto risco de desenvolver tuberculose ativa.[27]
- Teste para exposição prévia ao Toxoplasma deve ser feito em gestantes com HIV, já que a reativação pode ocorrer com contagem de CD4 baixa (menos de 100 células/µL) e causar toxoplasmose congênita no feto.[27][41]
- Teste para exposição ao citomegalovírus (CMV) deve ser feito, já que o CMV é a infecção congênita mais comum e está associado à surdez, deficiências graves e morte em recém-nascidos expostos.[27][41]

### Medicamentos antirretrovirais
Os objetivos da administração de antirretrovirais na gravidez são reduzir o risco de transmissão do HIV da mãe para o filho, retardar a progressão da doença materna e reduzir os riscos de infecção oportunista e morte. É importante escolher medicamentos o mais seguros possível para mãe e feto, mas eficazes na redução da carga viral. Alguns antirretrovirais apresentam risco de toxicidade fetal. Contudo, os benefícios gerais da TARV eficaz superam os riscos, e todas as mulheres são encorajadas a usá-la durante a gestação. As associações entre defeitos congênitos e antirretrovirais são influenciadas por fatores como uso de antagonistas do folato, estado nutricional, consumo de tabaco, álcool e drogas na gravidez.
O regime recomendado de TARV para gestantes com HIV é semelhante ao da população geral. Nos Estados Unidos, prefere-se um esquema de três medicamentos, sendo dois deles ITRNs e o terceiro um inibidor de protease, inibidor de integrase ou um ITRNN.
- ITRNs são considerados a “base” da TARV e geralmente usados em combinação de 2 fármacos.
  - Devido ao perfil de segurança e amplo uso, zidovudina-lamivudina é a escolha preferida. A zidovudina pode agravar anemia, devendo ser evitada em pacientes anêmicas.
  - Para mulheres coinfectadas com Hepatite B, tenofovir associado a emtricitabina ou lamivudina é a base preferida.[43]
  - O uso de ITRNs pode causar acidose láctica, complicação grave. Óbitos por acidose láctica e insuficiência hepática foram associados a stavudina e didanosina. Esses fármacos devem ser evitados na gestação.[31]
- Inibidores de protease (IPs) são amplamente estudados na gestação e são a terceira droga preferida no esquema. Atazanavir-ritonavir e darunavir-ritonavir são os mais usados.
  - Há dados conflitantes sobre a associação de IPs com parto prematuro. O lopinavir potencializado tem a correlação mais forte, devendo ser evitado em mulheres com alto risco de parto prematuro.[44]
  - Alguns IPs foram associados a hiperglicemia, mas não está claro se contribuem para o desenvolvimento de diabetes gestacional.[31]
  - Alguns IPs podem causar hiperbilirrubinemia e náusea, exigindo monitoramento.
- Inibidores de integrase (IIs) são geralmente a terceira opção quando não se pode usar IP. Eles reduzem rapidamente a carga viral e são usados em mulheres diagnosticadas tardiamente na gestação. Raltegravir (RAL) é o mais comum.[44]
- ITRNNs podem ser usados na gestação, mas apresentam toxicidades significativas. São opções menos desejáveis. Os mais usados são efavirenz (EFV) e nevirapina (NVP).[44]

#### Profilaxia pré-exposição (PrEP)

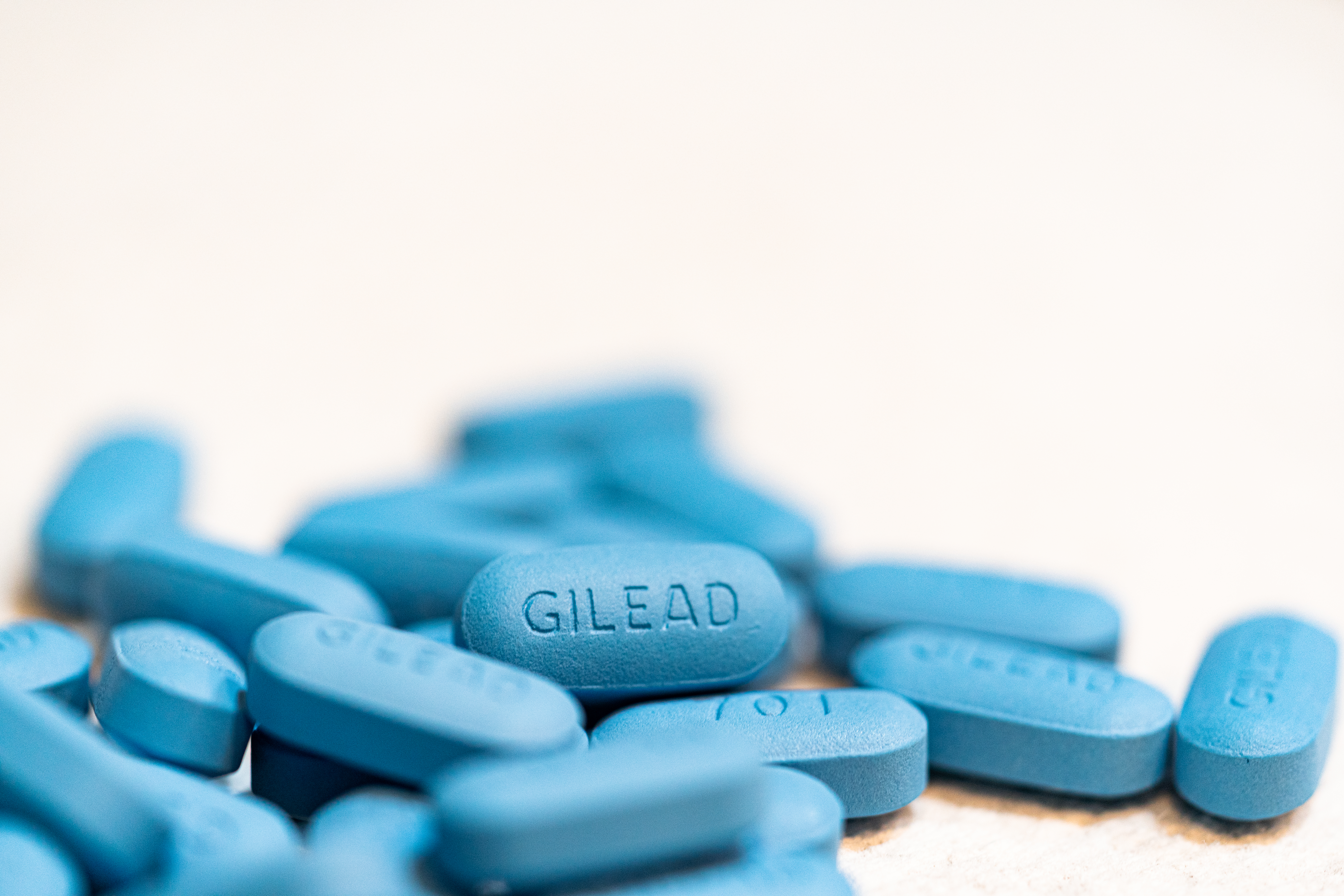

A profilaxia pré-exposição (PrEP) deve ser oferecida na forma da combinação oral tenofovir disoproxil fumarato/emtricitabina (TDF/FTC) a pacientes em risco de adquirir HIV e que estejam tentando engravidar, estejam grávidas ou no período pós-parto/amamentação. São considerados em risco aqueles que praticam sexo sem preservativo com parceiro soropositivo, tenham sido diagnosticados com infecção sexualmente transmissível recente ou que usem drogas injetáveis. A PrEP é opcional se o parceiro HIV positivo estiver em TARV e com carga viral indetectável. A PrEP pode reduzir o risco de aquisição do HIV pela mãe e pelo feto. Pacientes em PrEP devem ser orientados sobre adesão estrita, testados para HIV a cada 3 meses e informados sobre sintomas de infecção aguda.

#### Suplementos nutricionais
A Vitamina A atua no sistema imunológico e já foi sugerida como intervenção de baixo custo para prevenção da transmissão vertical do HIV. No entanto, a análise de 5 grandes estudos mostrou que a suplementação provavelmente tem pouco ou nenhum efeito sobre a transmissão em gestantes. A suplementação de vitamina A foi em grande parte substituída pela TARV no mundo. Além disso, altas doses de vitamina A natural podem ser tóxicas ao feto, devendo ser consideradas no manejo do HIV na gestação.

### Cuidados pós-natais

#### Acompanhamento materno
O componente mais importante do acompanhamento materno para mães soropositivas no período pós-natal é a terapia antirretroviral (TAR). Todas as mães devem continuar seus medicamentos antirretrovirais após a alta hospitalar, e quaisquer mudanças em seus esquemas devem ser feitas em consulta com os médicos que coordenam o cuidado do HIV. O NIH também aconselha que os profissionais de saúde estejam atentos aos desafios específicos da adesão medicamentosa que as mães enfrentam no período pós-parto ao elaborar um regime de TAR de alta para suas pacientes.

#### Tratamento e acompanhamento do recém-nascido
Todos os recém-nascidos que foram expostos ao HIV in utero devem receber medicamentos antirretrovirais no pós-parto dentro de 6 horas após o parto, e a dosagem deve ser baseada na idade gestacional do bebê. Recém-nascidos prematuros devem receber apenas zidovudina, lamivudina e/ou nevirapina com base em testes de toxicidade.
Recém-nascidos expostos ao HIV in utero cujas mães estavam em TAR antes e durante a gravidez e alcançaram supressão viral até o parto devem receber zidovudina por 4 semanas para continuar prevenindo a transmissão do HIV após o parto. Se uma gestante se apresentar em trabalho de parto com status sorológico desconhecido para HIV e teste rápido positivo ou se o bebê tiver alto risco de transmissão in utero (por exemplo, a mãe não usava antirretrovirais antes ou durante a gravidez, não alcançou supressão viral ou teve infecção aguda por HIV durante a gravidez ou amamentação), o recém-nascido deve iniciar um regime presuntivo de três medicamentos em doses terapêuticas até que os resultados do teste estejam disponíveis. Se o bebê tiver infecção documentada por HIV após o nascimento, deve iniciar um regime de 3 drogas em doses de tratamento a serem mantidas indefinidamente.
Em bebês com menos de 18 meses, os testes para HIV devem consistir em ensaios virológicos que detectam diretamente o vírus HIV, e não testes de anticorpos, já que estes são menos confiáveis no período pós-parto. Os resultados desses testes podem ser afetados pelos antirretrovirais, portanto devem ser repetidos. Todos os bebês expostos ao HIV in utero devem ser testados em três idades: 14–21 dias, 1–2 meses e 4–6 meses. Qualquer resultado positivo deve ser repetido o mais rápido possível. O HIV só pode ser excluído como diagnóstico em um bebê exposto e não amamentado quando houver dois ou mais testes virológicos negativos, com pelo menos 1 mês e 4 meses de idade, ou dois testes de anticorpos negativos com pelo menos 6 meses de idade.
Outros exames importantes incluem o hemograma completo ao nascimento, para estabelecer uma linha de base das células sanguíneas do bebê. O acompanhamento laboratorial deve ser ajustado de acordo com a idade gestacional, condição clínica e os esquemas de medicamentos da mãe e do bebê. Alterações hematológicas monitoradas incluem anemia e neutropenia. Se alguma dessas complicações ocorrer, o bebê pode precisar interromper a TAR sob supervisão médica. Recém-nascidos expostos ao HIV in utero também devem receber medicação preventiva contra a pneumonia por Pneumocystis jirovecii entre 4 e 6 semanas de vida, após o término das 4 semanas de antirretrovirais, pois trata-se de uma complicação potencialmente fatal do HIV.
Embora o risco seja muito baixo, o HIV também pode ser transmitido a um bebê por meio de alimentos previamente mastigados por uma mãe ou cuidador infectado. Para segurança, os bebês não devem receber alimentos pré-mastigados.

#### Amamentação
Embora a adesão materna à TAR reduza a chance de transmissão do HIV ao bebê, ainda existe risco de transmissão viral pelo leite materno. Além disso, há preocupação de que medicamentos antirretrovirais maternos passem para o leite e causem toxicidade no bebê ou resistência futura a medicamentos. Por essas razões, o NIH, o CDC e a AAP desaconselham a amamentação por mulheres soropositivas nos Estados Unidos e em outros países desenvolvidos, pois há alternativas seguras e acessíveis, além de água potável limpa. De fato, o ACOG lista a infecção materna por HIV como uma das poucas contraindicações à amamentação.
Apesar dessas recomendações, algumas mulheres em países desenvolvidos optam por amamentar. Nesses casos, é essencial que as mães sigam rigidamente seus esquemas de TAR, e recomenda-se que os bebês recebam antirretrovirais preventivos por pelo menos 6 semanas. Notavelmente, quando as mães não aderem ao tratamento, há risco de 15 a 20% de aquisição do HIV pela amamentação em 2 anos. Tanto mães quanto bebês devem ser testados regularmente durante todo o período de amamentação para confirmar supressão viral e ausência de transmissão. O monitoramento materno deve incluir a carga viral do HIV, e o do bebê deve ser feito por testes virológicos.
A OMS orienta que, em países em desenvolvimento, a decisão sobre amamentar ou não deve pesar o risco de transmissão do HIV contra o risco aumentado de morte por desnutrição, diarreia e infecções graves não relacionadas ao HIV se o bebê não for amamentado. Como a água potável e a fórmula infantil nem sempre estão disponíveis nesses locais, a amamentação é frequentemente encorajada para garantir nutrição adequada, pois os benefícios superam os riscos de transmissão. As Recomendações da OMS de 2010 sobre HIV e Alimentação Infantil visam aumentar a sobrevivência relacionada ao HIV e reduzir riscos não relacionados em bebês e mães, incluindo:
- Autoridades nacionais de saúde devem recomendar uma prática universal de alimentação infantil para mães com HIV, com aconselhamento persistente, o que é mais eficaz quando a orientação é unificada. As opções incluem amamentação com uso de antirretrovirais ou evitação completa da amamentação.
- Ao definir a prática de alimentação a ser promovida, devem ser considerados a prevalência do HIV, taxas de mortalidade infantil por causas não relacionadas ao HIV, práticas atuais de alimentação, estado nutricional das crianças, qualidade da água, saneamento e serviços de saúde.
- Mulheres que amamentam em TAR devem fazê-lo de forma exclusiva por 6 meses e continuar até os 12 meses do bebê. Antes, recomendava-se interromper aos 6 meses, mas essa orientação mudou para melhorar os resultados nutricionais de longo prazo.
- A alimentação mista (fórmula e leite materno) deve ser evitada, pois aumenta o risco de transmissão do HIV e de desnutrição e diarreia.

Em países em desenvolvimento, se a mãe tiver alta carga viral (HIV RNA superior a 1000 cópias/L), a substituição por fórmula deve seguir as diretrizes do UNAIDS, conhecidas como critérios AFASS, que determinam se a substituição é aceitável, viável, acessível, sustentável e segura.:95-6 A OMS orienta que a fórmula só deve ser usada se as seguintes condições forem atendidas:
- "Água potável e saneamento estão assegurados no domicílio e na comunidade; e
- a mãe ou cuidador pode fornecer fórmula suficiente para garantir o crescimento e desenvolvimento normais; e
- a mãe ou cuidador pode preparar a fórmula de forma limpa e frequente, garantindo segurança e baixo risco de diarreia e desnutrição; e
- a mãe ou cuidador pode oferecer apenas fórmula nos primeiros seis meses; e
- a família apoia essa prática; e
- a mãe ou cuidador tem acesso a serviços de saúde completos para crianças."

## Impactos sociais

### Discriminação
Apesar dos avanços na prevenção da transmissão, mulheres soropositivas ainda enfrentam discriminação em relação às suas escolhas reprodutivas. Na Ásia, constatou-se que metade das mulheres vivendo com HIV foram aconselhadas a não ter filhos e até 42% relataram ter sido privadas de serviços de saúde por causa de sua condição sorológica.
A Esterilização compulsória como tentativa de limitar a transmissão vertical foi praticada na África, Ásia e América Latina. Mulheres são forçadas a se submeter à esterilização sem seu conhecimento ou consentimento informado, e desinformação e incentivos são frequentemente usados para coagí-las a aceitar o procedimento. A esterilização forçada de mulheres soropositivas é reconhecida internacionalmente como violação dos direitos humanos.
Houve mobilização jurídica contra essa prática em alguns países. Na Namíbia, três mulheres soropositivas processaram o governo alegando que foram coagidas, durante o trabalho de parto, a assinar formulários de consentimento que autorizavam o hospital a realizar esterilização. O caso LM & Others v Government of Namibia foi o primeiro do tipo na África Subsaariana a tratar da esterilização forçada de mulheres com HIV. O tribunal decidiu que essas mulheres foram esterilizadas sem consentimento, mas não concluiu que isso ocorreu devido ao seu status sorológico. Um caso de 2010 no Chile também buscou responsabilizar o governo por violações dos direitos sexuais e reprodutivos de mulheres vivendo com HIV.

### Estigma
O estigma do HIV pode ser definido como a desvalorização, maus-tratos e limitação de oportunidades devido ao status sorológico ou à associação com o HIV. Muitas pessoas vivendo com HIV enfrentam estigma; contudo, este pode aumentar se a pessoa estiver grávida. Outras identidades interseccionais podem agravar o nível de estigma enfrentado, incluindo mulheres negras e aquelas da comunidade LGBTQ+. O estigma pode assumir várias formas, seja por meio de interações sociais, barreiras sistêmicas ou atitudes internalizadas. Esses diferentes tipos de estigma podem interagir e influenciar a vida do indivíduo. O estigma do HIV tem sido associado a maiores taxas de depressão, estresse e isolamento social. Outra consequência é a menor adesão ou início tardio do tratamento, o que pode afetar não apenas a saúde da gestante, mas também a do feto.

#### Estigma manifesto
O estigma manifesto do HIV é aquele que a pessoa enfrenta vindo de outros durante um encontro social devido ao seu status sorológico. Esse estigma tem origem externa ao indivíduo que o sofre. Esse tipo de estigma pode se manifestar de diferentes maneiras, incluindo discriminação, rejeição social e ridicularização pública. Ele pode levar gestantes a perderem redes de apoio como família, amigos e outros membros da comunidade. Exemplos de estigma manifesto incluem comentários negativos feitos à gestante soropositiva e a recusa em permanecer próximo dela. Essas ações podem resultar em menor divulgação do status sorológico, menos testagem e menor adesão ao tratamento. O estigma manifesto também pode ocorrer em ambientes de saúde, onde gestantes vivendo com HIV podem ser tratadas de forma desrespeitosa ou até mesmo ter atendimento negado. Essas experiências podem levar ao surgimento de estigma antecipado ou internalizado.

#### Estigma antecipado
O estigma antecipado pode ser definido como a expectativa de que alguém enfrentará estigma no futuro devido ao seu status sorológico. Um medo comum entre gestantes vivendo com HIV é a perda de vínculos sociais, seja pelo isolamento da família, abandono do parceiro ou afastamento de amigos. Esses receios podem levar à recusa em revelar o status sorológico. Esse tipo de estigma também pode afetar pessoas com status desconhecido. Por exemplo, gestantes que antecipam sofrer estigma podem recusar o teste de HIV, temendo as consequências de um diagnóstico positivo. Isso pode afetar gravemente a gestação, já que algumas podem evitar cuidados médicos, como não procurar serviços de saúde no parto por medo da estigmatização.

#### Estigma internalizado
O estigma internalizado, ou autoestigma, surge da internalização de crenças e atitudes negativas em relação ao status sorológico positivo. Assim como o estigma antecipado, o internalizado muitas vezes decorre de experiências anteriores ou do conhecimento de situações de estigma manifesto, que a pessoa passa a aceitar como verdade. Essa internalização pode levar à relutância em compartilhar seu status sorológico ou informações relacionadas, seja por negação, seja por não querer ser um fardo para os outros. Isso limita ainda mais as redes de apoio social. Gestantes que enfrentam estigma internalizado apresentam menores taxas de adesão ao tratamento, seja pela negação da condição ou pela vergonha que as impede de iniciar ou continuar a terapia.

### Considerações de saúde
Gestantes com HIV ainda podem receber a vacina inativada trivalente contra a influenza e a vacina contra tétano, difteria e coqueluche acelular (Tdap) durante a gestação.
Muitos pacientes soropositivos também apresentam outras condições de saúde conhecidas como comorbidades. Hepatite B, hepatite C, tuberculose e uso de drogas injetáveis estão entre as mais comuns associadas ao HIV. Mulheres diagnosticadas com HIV devem também ser testadas para essas condições a fim de que recebam tratamento adequado durante a gestação. As comorbidades podem ter efeitos adversos graves sobre mãe e filho, tornando essencial a identificação precoce.

### Disparidades de saúde
Há disparidades bem documentadas em relação a quem é afetado pelo HIV/AIDS durante a gestação. Por exemplo, um estudo sobre nascimentos na Flórida entre 1998 e 2007 mostrou que mães identificadas como hispânicas ou negras nos registros médicos tinham maior probabilidade de viver com HIV durante a gestação. Embora mais pesquisas sejam necessárias, a pobreza é uma desigualdade estrutural significativa que pode explicar essas diferenças nas taxas de HIV.
Além disso, há grandes disparidades no acesso às terapias antirretrovirais, medicamentos fundamentais na prevenção da transmissão vertical do HIV. A não utilização dessas terapias esteve significativamente associada a restrições na elegibilidade ao Medicaid. Esses dados sugerem que a ampliação da cobertura de seguro para diagnóstico, rastreamento e tratamento de gestantes com HIV ajudaria a aumentar o acesso a medicamentos essenciais e reduzir a transmissão do vírus de mãe para filho.

## Grupos de apoio
Bateganya et al. estudaram o impacto dos grupos de apoio para pessoas vivendo com HIV e descobriram que 18/20 (90%) dos artigos revisados mostraram que os grupos de apoio tiveram um resultado positivo significativo. Estudos mostram que os grupos de apoio reduzem a morbidade (presença de doença ou sintomas), reduzem a mortalidade (probabilidade de morrer), aumentam a qualidade de vida e aumentam o uso de serviços de saúde. Há também pesquisas mostrando que grupos de apoio, em curto prazo, têm um impacto positivo significativo para gestantes vivendo com HIV. Mundell et al. mostraram que gestantes inscritas em um grupo de apoio apresentaram: 1) melhora da autoestima, 2) maior capacidade de lidar com seus diagnósticos médicos e 3) maior probabilidade de dar continuidade ao acompanhamento em serviços de saúde e compartilhar seu diagnóstico de HIV com outras pessoas do que aquelas que não estavam inscritas em um grupo de apoio. Essa pesquisa sugere que gestantes vivendo com HIV podem se beneficiar de grupos de apoio entre pares.